# Rudi Moesen
Rudi Moesen (Hasselt, 10 mei 1962) is een Vlaamse presentator en Limburgs mediafiguur.
Moesen groeide op in zijn geboorteplaats. Al van jongs af aan was hij actief in het verenigingsleven, bij de jeugdbeweging (K.S.A.) en in de plaatselijke jeugdwerking.
Tijdens zijn studies Sociale Wetenschappen in Leuven kwam Moesen in contact met de niet-openbare lokale radio Scorpio. Daar begon hij zijn radiocarrière op 19-jarige leeftijd. Hij presenteerde er diverse radioprogramma’s en interviewde opkomende popgroepen zoals The Cure en Level 42.
Teruggekomen in Hasselt presenteerde hij bij de lokale radio’s Randstad en Noordzee (later Hit FM). Zijn romantisch laatavondprogramma “Zeg Maar Moesje”, dat Rudi bijna 10 jaar lang presenteerde op Hit FM, was van meet af aan erg populair.
Beroepshalve ging Moesen aan de slag in bij de bank (BAC, BACOB, Dexia) waar hij in 1988 de jongste kantoordirecteur van Limburg was.
Al die tijd bleef hij presenteren op de radio. Vanaf 1993 werd Moesen de vaste vervanger van Marc Brillouet op Radio 2 voor de programma’s Pyjamissimo op maandagavond en Hitriders op vrijdagmiddag. In 1995 bij Hitwinkel, het eerste horizontale programma van Radio 2. Vanaf 1998 ging hij aan de slag bij de regionale uitzendingen van Radio 2 Limburg. Maar op 3 december 2003 stopte hij als presentator van de regionale ontkoppelingen bij Radio 2 Omroep Limburg. Hij bracht het streeknieuws gedurende tien jaar voor de marktleider in Vlaanderen.
In 2004 ruilde Moesen de bank en Radio 2 in voor een job bij de regionale televisie Limburg. Als videojournalist maakte hij dagelijks nieuwsitems voor TV Limburg. Daarnaast ook diverse bijdragen in binnen- en buitenland. Zo maakte hij onder meer reportages in Griekenland, Polen, Rusland, Zuid-Afrika en China. Hij interviewde ook heel wat prominenten en politici. In 2005 was Moesen vj-reporter tijdens het eerste Internationaal Tintin (Kuifje)-festival in Brussel samen met vijf andere Europese videojournalisten uit Nederland, Duitsland en Engeland. In 2006 ging Moesen samen met toenmalig TVL-hoofdredacteur Philip Hilven drie weken lang videojournalisten opleiden bij de SABC (South African Broadcasting Company) in Johannesburg, Zuid-Afrika. Hij gaf ook diverse andere opleidingen in Europa, onder meer met Michael Rosenblum. Van maart 2007 tot april 2014 presenteerde Moesen op TV Limburg het live namiddagprogramma studioTVL, samen met Cynthia Reekmans en Maarten Cox. Hij was daar ook producer van. In 2011 speelde hij zichzelf in de FilmBrazzel-film 'Bloody Mary' , in een regie van Lennart Lemmens. Tussen december 2016 en 2018 presenteerde hij 'Aan Tafel' vanuit Bokrijk, met een vaste wekelijkse gast zoals Kim Clijsters, Stef Bos, Jaak Vermeire en vele andere.  Van 2018 tot 2019 reed hij met de TVL mobilhome rond door Limburg voor het programma 'In de Buurt'. Tussen maart 2020 en juni 2024 was hij de gastheer van de TVL middagshow 'Hallo Limburg'.
sinds juli 2024 is TVL geen onderdeel meer van het Mediahuis en verhuisde naar de nieuwe studio’s op de Corda Campus in Hasselt. In juli en augustus 2025 presenteerde Rudi het toeristische magazine De Zomer van.